# Kateřina Mahdalová
Kateřina Mahdalová je česká datová novinářka a analytička.

## Biografie
Po studiu na Gymnáziu Děčín se věnovala studiím bohemistiky na Filosofické fakultě Univerzity Karlovy a mediálních studií na Literární akademii Josefa Škvoreckého. Již v době studií začala působit v médiích, publikovala např. v Lidových novinách nebo v týdeníku Respekt.
Během výměnného studijního programu Erasmus na Univerzitě v Bangoru v severním Walesu poznala obor datová žurnalistika, kterému se po návratu do ČR začala věnovat. Založila a vede vlastní web DatovaZurnalistika.cz, doporučovaný jako vzor začínajícím datovým novinářům. Autorsky se spolu s dalšími profesními kolegy podílela na projektu Mé dětství v socialismu u příležitosti 25. výročí sametové revoluce (2014).

## Datová žurnalistika a investigace
Kateřina Mahdalová dlouhodobě se věnuje mnoha různým okruhům témat, zejména pak volební analytice, exekucím, demografii, sociálním tématům nebo analýze médií a genderovému zastoupení. Působí také na poli mediální gramotnosti a otevírání dat.
V letech 2016–2019 vedla datové projekty v České tiskové kanceláři, která následně zavedla vizualizace dat jako součást agenturního servisu. V letech 2020 až 2024 publikovala převážně v Seznam Zprávách. Analyticky pokrývala období koronavirové pandemie, dlouhodobě usilovala o otevření dat ze strany odpovědných institucí a poukazovala na nesystematičnost vlády a mj. i na nejasnosti, která opatření budou mít jaký vliv na zpomalení šíření viru.
Vysvětluje, že smyslem datové žurnalistiky není pouze ilustrovat psané texty doprovodnými obrázky grafů nebo map. Vizualizace dat totiž neslouží k tomu, aby zaplnily chybějící místo v článku. Datová žurnalistika by měla sloužit spíš investigaci než ilustraci a spíš objevování nových skutečností a souvislostí. Jako příklady datové investigace se uvádí autorčin materiál, v němž zpracovávala byznys Airbnb využívaný v masovém turismu nebo obrovský nárůst cen benzínu po útoku Ruska na Ukrajinu v roce 2022.
Mahdalová se ve sdružení KohoVolit.eu podílí na přípravách volební kalkulačky pro volby v Česku, na Slovensku a v Maďarsku. Byla jedna z těch, kdo v ČR a na Slovensku v letech 2022–2023 zavedli predikce volebních výsledků v čase, kdy teprve probíhá sčítání hlasů. Média po vzoru anglosaských zemí na základě těchto predikcí oznamují výsledky voleb ještě před zveřejněním oficiálních výsledků. 
Mezi výrazné příklady investigativní práce Kateřiny Mahdalové patří analýzy volebního chování (euro)poslanců, včetně mapování ideové blízkosti jejich hlasování v parlamentech (ČR a EP). V roce 2025 publikovala mj. zjištění o podnikatelském a závodním životě europoslance Filipa Turka. V datově investigativním materiálu upozornila na nesrovnalosti v oficiálně uváděných příjmech jeho firem, jejichž účetní závěrky nekorespondují s výší deklarovaných zisků. Zároveň doložila, že Turek veřejně uváděl zkreslené informace o svých sportovních úspěších v automobilových závodech, přičemž některá vítězství získal v kategoriích bez jakékoli konkurence nebo na závodech s minimální účastí. Zjištění byla mediálně hojně citována.

## Ocenění
V letech 2021 a 2025 vyhrála Novinářskou cenu, finálové nominace obdržela celkem šestkrát (v letech 2015, 2019, 2021 - dvě nominace, 2024 a 2025).
Za rok 2020 zvítězila v kategorii online žurnalistiky „Cena za inovativní online žurnalistiku“. Oceněným příspěvkem byla denně aktualizovaná detailní mapa postupu covidu v ČR. „Porota především oceňuje celospolečenský dopad tohoto příspěvku, který v reálném čase aktualizoval data o počtu nakažených virem COVID-19. Autorka jednoduchým, přesto funkčním a uživatelsky přívětivým způsobem, přinášela informace o situaci ve všech koutech ČR a zároveň vytvořila tlak na vládu, aby původně nepřístupná data začala publikovat ve formátu dat otevřených,“ odůvodnila rozhodnutí porota.
Za rok 2014 porota ocenila tematické zaměření jednotlivých příspěvků a kromě vizuálního zpracování také samotnou interpretaci dat. V roce 2018 spolu s novinářkami Sašou Uhlovou a Apolenou Rychlíkovou zpracovaly téma exekucí v České republice. Za rok 2023 porota ocenila rozsáhlou analýzu „Mapu kvality života. Nejlepší a nejhorší místa k žití v Česku“, kterou zpracovala s analytikem a datovým novinářem Michalem Škopem. V tandemu s kolegou Michalem Škopem pak získali i ocenění za rozsáhlou analýzu trhu s byty (nejen) v Moravskoslezském kraji.

## Konflikt s vedením Seznam Zpráv
Dne 2. října 2024 ukončila redakce Seznam Zprávy spolupráci s datovými novináři Kateřinou Mahdalovou a Michalem Škopem s odvoláním na údajný střet zájmů. Stalo se tak krátce poté, co redakce pod vedením šéfredaktora Jakuba Ungera odmítla publikovat jejich analýzu digitalizace stavebního řízení (DSŘ), která vycházela z prvních dat poskytnutých Ministerstvem pro místní rozvoj.
Autoři důvody odmítli jako zástupné a účelově překroucené a analýzu později zveřejnili na vlastním webu Mahdalova-Skop.cz. Zjištění ukazovala, že digitální systém je propustný, přitom premiér Petr Fiala kvůli údajné nefunkčnosti DSŘ odvolal z vlády  - náhle a po telefonu - ministra Ivana Bartoše (data přímo ze systému měla k dispozici už týden před tímto veřejným prohlášením premiéra). Pořad Reportéři ČT mezitím poukazoval na byznysové zájmy vlivných členů ODS v oblasti digitalizace.
Redakce Seznam Zpráv na přímé dotazy serveru Lupa.cz odmítla upřesnit, v čem měl střet zájmů Mahdalové (a Škopa) konkrétně spočívat, a neodpověděla ani na dotazy týkající se případných obsahových chyb v analýze či důvodu jejího odmítnutí. Navíc po celou dobu spolupráce redakce běžně publikovala jejich analýzy bez výhrad, často i s veřejnými pochvalami.
Krátce po jejich odchodu vyšlo najevo, že tehdejší šéfredaktor Jakub Unger sehrál klíčovou roli v chystaném pokusu o nepřátelské převzetí mediální divize Seznamu zbrojařským podnikatelem Michalem Strnadem. Unger se mimo jiné snažil zprostředkovat schůzku mezi premiérem Petrem Fialou a zakladatelem Seznamu Ivo Lukačovičem, zatímco v téže době odmítl publikovat analýzu, která politicky nevycházela vstříc zájmům ODS. Vedení Seznamu následně ztratilo v Ungera důvěru a 16. října 2024 s ním okamžitě ukončilo spolupráci a odvolalo jej ze všech funkcí.